# Kakkargol, Gangawati
Kakkargol là một làng thuộc tehsil Gangawati, huyện Koppal, bang Karnataka, Ấn Độ.